# Annika und Hugo Sebastian Trappmann
Annika Roth (* 7. Januar 1992 in Troisdorf geborene Trappmann) und Hugo Sebastian Trappmann (* 22. September 1982 in Velbert) sind ein deutsches Geschwisterpaar und Geschäftsführer der Blechwarenfabrik Limburg GmbH. 2020 wurden sie gemeinsam mit dem Deutschen Umweltpreis der DBU ausgezeichnet.

## Leben
Hugo Sebastian Trappmann studierte Maschinenbau an der RWTH Aachen und ab 2006 mit Unterstützung des DAAD und des Chinese Scholarship Councils an der Pekinger Tsinghua-Universität und machte einen Doppelmasterabschluss. Im Jahr 2015 übernahm er die Position als Hauptgeschäftsführer der Blechwarenfabrik Limburg GmbH von seinem Vater Hugo Trappmann. Annika Roth wuchs im Rheinland auf. Nach dem Abitur 2011 absolvierte sie ein Bachelor-Studium an der Alanus Hochschule für Kunst und Gesellschaft. Während ihres Studiums im Studiengang Betriebswirtschaftslehre mit dem Titel „Wirtschaft neu denken“ war sie ein Semester an der Stockholm School of Economics in Riga. Nach dem Bachelor im Jahre 2014 begann Roth bei der Blechwarenfabrik Limburg GmbH als Management- und CI-Beauftragte. Bis 2020 verantwortete sie die Bereiche Energie- und Umweltmanagement, Projektmanagement und Kommunikation der Blechwarenfabrik Limburg GmbH. In den Jahren 2016 bis 2019 absolvierte sie berufsbegleitend ihr Masterstudium an der International School of Management in Frankfurt. Im September 2020 wurde Roth in die Geschäftsführung berufen und ist damit die jüngste Geschäftsführerin in der Geschichte der Blechwarenfabrik Limburg GmbH.

### Deutscher Umweltpreis
Im Jahr 2020 wurde Annika Roth, zusammen mit ihrem Bruder Hugo Sebastian Trappmann, für herausragendes Engagement für den Klimaschutz mit dem Deutschen Umweltpreis der DBU ausgezeichnet. Die von den beiden geführte Blechwarenfabrik Limburg zählt bundesweit zu den führenden nachhaltigkeitsorientierten Unternehmen. Unter der Geschäftsführung der Geschwister Trappmann wurde das Unternehmen technisch vollständig umgestaltet. Durch den Neubau der Blechwarenfabrik werden jährlich 2600 Tonnen Kohlenstoffdioxid weniger ausgestoßen und durch neue Technik und Digitalisierung zur Ressourcenschonung circa 100 Tonnen Weißblech eingespart. Das Dach der Fabrik ist mit einer Photovoltaikanlage ausgestattet, die Abwärme des Lackierofens wird zur Heizung der Betriebsräume genutzt. Der DBU-Generalsekretär Alexander Bonde führte bei der Preisverleihung aus: „Bei der Energie- und Ressourceneffizienz setzt das Unternehmen Maßstäbe [und] das Unternehmen zeigt, dass man nicht auf Standardlösungen angewiesen ist, sondern mit eigenen Ideen und Engagement viel erreichen kann.“ Das Preisgeld in einer Höhe von 500.000 Euro ging zur je Hälfte an Ottmar Edenhofer und die Geschwister.

## Auszeichnungen und Mitgliedschaften
- seit 2016: Hugo S. Trappmann ist Mitglied im Board of Directors des Verbandes Metal Packaging Europe GIE
- 2016–2020: Hugo S. Trappmann ist OT-Sprecher des vem.Die Arbeitgeber e. V.
- 2017–2022: Annika Roth ist Vorstandsvorsitzende der Werbegemeinschaft Metallverpackungen
- 2018–2022: Hugo S. Trappmann ist stellv. Vorsitzender des Verbandes Metallverpackungen e. V.
- seit 2019: Annika Roth ist Vorstandsmitglied Klimaschutz-Unternehmen[7]
- 2019-heute: Hugo S. Trappmann Vorsitz Beirat KBS-Kreislaufsystem Blechverpackungen Stahl GmbH
- 2020: Deutscher Umweltpreis für die Unternehmergeschwister[8]
- 2020-heute: Annika Roth gehört zum erweiterten Vorstand des vem.Die  Arbeitgeber e. V.[9]
- 2021-heute: Annika Roth ist Mitglied des Stiftungsrats am Museum für Naturkunde Berlin
- 2022: Annika Roth sitzt in der Jury des Bundespreises Blauer Kompass[10]
- 2022-heute: Hugo S. Trappmann ist Vorsitzender des Verbandes Metallverpackungen e. V.[11]
- 2023: Annika Roth wird in den hessischen Zukunftsrat Wirtschaft berufen[12]
- 2023: Annika Roth sitzt in der Jury des Deutschen Umweltpreises[13]
- 2024: Annika Roth wird in die Vollversammlung der IHK-Limburg gewählt[14]